# Cá giáp xương
Lớp Cá giáp xương (danh pháp khoa học: Osteostraci) là một nhóm cá không hàm có giáp bằng chất xương, được gọi chung là cá giáp ("Ostracodermi"), đã từng sinh sống tại khu vực ngày nay là Bắc Mỹ, châu Âu và Nga, từ Trung Silur tới Hậu Devon.
Về mặt giải phẫu, nhóm cá giáp xương, đặc biệt là các loài trong kỷ Devon, là tiến hóa nhất trong số các dạng cá không hàm đã biết. Điều này là do sự phát triển của các cặp vây, cũng như giải phẫu hộp sọ phức tạp của chúng. Tuy nhiên, cá giáp xương có quan hệ họ hàng gần với các dạng cá không hàm khác hơn là so với các dạng động vật có xương sống có hàm khác do các tai trong của chúng được hình thành bởi hai cặp ống hình bán nguyệt, tương tự như tai trong ở các loài cá mút đá (khoảng 40 loài trong bộ Petromyzontiformes) còn sinh tồn, chứ không phải ba cặp như ở tai trong của động vật có xương sống có hàm.

## Phân loại
Phân loại lấy theo Janvier (1981), Carroll (1988), Janvier (1997) trong "The Tree of Life", Adrian & Wilson (1994) và Mark-Kurik & Janvier (1995) chia Osteostraci ra như sau:
- Ateleaspidae (cận ngành)
- Tannuaspidida (Tannuaspis)
- Cornuta = Cephalaspididae sensu lato?
  - Cephalaspidida
    - Cephalaspididae sensu stricto

  - Zenaspidida
    - Zenaspididae

  - Benneviaspidida
    - Benneviaspididae
    - Boreaspididae

  - Kiaeraspidida
    - Kiaeraspididae
    - Axinaspidoidea
      - Axinaspis
      - Nectaspis
      - Acrotomaspididae

  - Thyestiida
    - Auchenaspis
    - Procephalaspis
    - Witaaspis
    - Thyestidae
    - Dartmuthiidae
    - Sclerodontidae
    - Tremataspididae

Các chi sau là không chắc chắn thuộc về Osteostraci.
- Balticaspis
- Camptaspis
- Ectinaspis
- Escuminaspis
- Ilemoraspis
- Levesquaspis
- Securiaspis
- Superciliaspis
- Turinea
- Waengsjoeaspis
- Wladysagitta
- Yvonaspis

Phân loại lấy theo Sansom (2009) chia Osteostraci ra như sau:
- Atelaspididae (cận ngành)
- Hemicyclaspis (trong phân loại trên đây gộp trong Atelaspididae).
- Cornuta
  - Cephalaspis
  - Zenaspidida
    - Wladysagitta
    - Spangenhelmaspis
    - Parametereoaspididae
    - Zenaspididae

  - Zychaspis
  - Pattenaspis
  - Hildenaspis
  - Mimetaspis
  - Waengsjoeaspis
  - Camptaspis
  - Yvonaspis
  - Benneviaspidida
    - Ectinaspis
    - Securiaspis
    - Benneviaspididae
    - Boreaspidoidei
      - Hoelaspis
      - Severaspis
      - Boreaspididae

  - Thyestiida
    - Ilemoraspis
    - Procephalaspis
    - Auchenaspis
    - Thyestidae
    - Witaaspis
    - Kiaeraspidoidea
      - Didymaspis
      - Kiaeraspididae
      - Norselaspis
      - Axinaspidoidea
        - Nectaspis
        - Axinaspis
        - Acrotomaspidinae

    - Tremataspidoidea
      - Tyriaspis
      - Saaremaaspis
      - Tremataspididae (gồm cả Dartmuthiidae và Sclerodontidae)